# 상사부일체
《상사부일체》(上師父一體, The Mafia, The Salesman)는 두손시네마에서 제작된, 대한민국의 코미디영화이다. 영화 투사부일체의 후속작이며, 3탄으로 활약되었다. 2007년 9월 20일에 개봉되어 화제되었다.

## 개요
대학교 졸업장을 따고 조직의 구조를 따라 글로벌 하게 만들라는 대기업을 위장 입사하게 되며 치명적인 조직계를 이룬 영화이다.

## 캐스팅

### 주요 인물
- 이성재 : 계두식
- 손창민 : 오상중
- 김성민 : 김상두
- 박상면 : 대가리
- 서지혜 : 한수정

### 주변 인물
- 전창걸 : 김 대리
- 공정환 : 박준수
- 임세호 : 북어 / 신강남
- 조지훈 : 잠롱
- 정철규 : 붕타우
- 이승신 : 김 대리 처

### 단역 인물
- 장은정 : 나리 - 김 대리 딸
- 이예은 : 나래 - 김 대리 딸
- 최진호 : 기획실장
- 양영준 : 삼선회장
- 한준수 : 스님 1
- 김기호 : 스님 2
- 손성진 : 스님 3
- 박동현 : 오 부장
- 이원재 : 복면 사내
- 서상숙 : 본사 노조원
- 정기섭 : 본사 노조원
- 박신영 : 본사 노조원
- 이령평 : 노조 동료 1
- 장규성 : 노조 동료 2
- 김단비 : 보험사 여직원
- 카를로스 : 본부장 일행
- 루크도일 : 본부장 일행
- 나디아 : 외국인 직원
- 자냐 : 외국인 직원
- 조셉 R. 디스펜자 : 외국인 바이어
- 자카리아 : 아랍 바이어
- 알리 : 아랍 바이어
- 임성준 : 연수원 사회자
- 김영식 : 지하철 소매치기
- 표상우 : 포장마차 양아치 1
- 강경덕 : 포장마차 양아치 2
- 김현웅 : 포장마차 양아치 3
- 김태윤 : 포장마차 양아치 4
- 안몽식 : 북어업소 조직원
- 황태진 : 북어업소 지배인
- 문호진 : 기획실 직원 1
- 이수형 : 기획실 직원 2
- 이태하 : 연수원 동료 1
- 김규림 : 연수원 동료 2
- 최종찬 : 연수원 동료 3
- 방상원 : 갓난 아기
- 박창희 : 여고괴담 귀신
- 김민성 : 거구 사내
- 김명훈 : 도사내
- 인성호 : 충청도짱
- 이지오 : 신당동불떡볶이
- 김하연 : 과외 선생
- 팀 스트롱 : 중년 사내 (미국 보스)
- 이호연 : 텐트 아가씨 1
- 박경숙 : 텐트 아가씨 2
- 김수현 : 텐트 아가씨 3
- 김정하 : 텐트 아가씨 4
- 유주미 : 텐트 아가씨 5
- 차유미 : 북어업소녀
- 윤미라 : 북어업소녀
- 김남준 : 저승 사자
- 공병철 : 연수원 귀신 2
- 차부환 : 연수원 귀신 3
- 김지은 : 연수원 귀신 4
- 김기숙 : 두식 업소녀 1
- 정수진 : 두식 업소녀 2
- 김시은 : 두식 업소녀 3
- 이보희 : 두식 업소녀 4
- 지수일 : 두식 조직원 1
- 이치승 : 두식 조직원 2
- 이창수 : 두식 조직원 3
- 안영훈 : 두식 조직원 4
- 방용현 : 공원 할아버지
- 황복순 : 공원 할머니
- 권명환 : 수영장 남
- 조은선 : 수영장 녀 1
- 이수빈 : 수영장 녀 2
- 최정림 : 수영장 녀 3
- 양지은 : 수영장 녀 4
- 김진희 : 에어로빅 강사
- 김해연 : 찜질방 아줌마 1
- 김수연 : 찜질방 아줌마 2
- 김미선 : 찜질방 아줌마 3
- 김순남 : 찜질방 아줌마 4
- 강주희 : 찜질방 아줌마 5
- 권미경 : 찜질방 아줌마 6
- 박미나 : 찜질방 아줌마 7
- 이영신 : 찜질방 아줌마 8
- 이종길 : 유리창 닦이
- 마이클 : 외국인 조직원
- 데이브 도버맨 : 외국인 조직원

### 우정출연
- 손명은 : 뚱둥녀
- 조원석 : 노숙자
- 김현철 : 출장 오브리
- 지대한 : 포장마차 주인
- 줄리엔 강 : 마피아 총잡이

### 특별출연
- 이경영 : 주지 스님
- 김기현 : 한수정 부친 한 총경

## 제작진
- 감독, 각본 : 심승보
- 조감독 : 안성애
- 연출부 : 정광수, 김남준, 남태완
- 스크립터 : 방보영
- 각색 : 김명균, 전창걸, 곽병관, 안성애, 최영주
- 촬영 : 이동삼
- 촬영부 : 조동헌, 권민철, 황명호, 강상민, 하상길
- 조명 : 이주생
- 조명부 : 박상욱, 권명환, 윤성원, 박철호, 김효성, 차성태, 오정우, 성진욱
- 스틸 : 최창훈, 이명지
- 그립 : 송지호, 전근수
- 기획 : 서정
- 제작 : 최제홍, 최융환
- 제작총책임 : 김현택
- 투자총괄 : 정명수
- 제작책임 : 조성익
- 프로듀서 : 송수근
- 제작부장 : 안몽식, 김은수
- 제작부 : 최동림, 김경택, 이용채
- 제작투자 : 최완
- 투자진행 : 박대훈
- 투자책임 : 김민국
- 공동투자 : 이강휘, 신강영, 박명호, 이동희, 윤두건
- 라인프로듀서 : 이용주
- 제작관리부문 : 이민우, 엄선웅, 박선영
- 동시녹음 : 최재호
- 음향 : 장광수
- 음악 : Minuki
- 붐오퍼레이터 : 김정숙
- 붐어시스턴트 : 공민현
- 미술 : 민정기
- 미술팀 : 이연주, 최해선, 김주형, 권선희, 심재국, 임영일
- 세트팀 : 안희근, 김기준, 박현래, 김부국, 김용효
- 특수효과 : 김광수
- 특수효과팀 : 김진호, 김민열, 장성욱, 박정용, 박철용
- 특수의상 : 이윤정
- 분장/헤어 : 한희철
- 분장팀 : 박마미, 이현희
- 헤어팀장 : 장명제
- 헤어팀 : 조숙영
- 의상 : 이다연
- 의상팀장 : 최진
- 의상팀 : 이기정, 홍미리, 김건우
- 편집 : 박곡지
- 네가편집 : 박은영, 이윤희
- 현장편집 : 고정표
- 마케팅 : 정은선
- 네가티브 프로세스 : 한충구, 정의용, 황성수
- 포스비트 프로세스 : 박용규, 전윤제, 곽종우, 심동욱, 이수철, 서인식, 조수용
- 사운드 프로세스 & 캐미칼 어낼리시스 : 김성태, 안태원, 박주환
- 인스픽션 : 임진오, 양은하
- 프린팅 : 김학성, 강명훈, 최진수, 김성섭
- 컬러팀 : 오성욱
- 키코드 : 류성욱
- 러스터 필름 그래딩 : 김효준
- 디지털 인터미디어트 마스터링 : 배윤규
- 디지털 인터미디어트 어시스턴트 : 황인영
- 필름스캔 : 김회창
- 레코딩 : 송민
- 메이킹 : 홍영승, 정가비, 안재경, 정현민, 윤황
- B카메라 : 장준영
- 촬영B팀 : 이승규, 이천근, 유금정
- 스테디캠 : 김석진
- 시각효과 : 서경훈
- 무술감독 : 임세호
- 시각효과팀 : 김민선, 오민경, 홍정호, 전필국, 김옥랑
- 편집팀 : 정진희
- 붐오퍼레이터 : 김정숙
- 붐어시스턴트 : 공민현
- 뮤직어시스턴트 : 최우제
- 사운드팀 : 정진, 장지원, 이성민, 정상현, 최우제, 손현정, Minuki, 최우제, 김의석, 서영준, 유승완
- FX 사운드 디자인 : 김용주, 김영주
- 사운드 에디팅 어시스턴트 : 김영호
- 앰비언스 디자이너 : 이성준
- 폴리믹서 : 양대호
- 폴리어시스턴트 : 안기성
- 옵티컬 트랜스퍼 : 주현승
- 비디오 트랜스퍼 : 소원종
- 돌비컨설턴트 : 김재경
- 예고편 : 박동준, 최준혁
- 홈페이지 : 윤여훈, 이상희, 김정희, 김성진
- 포스터사진 : 이상욱
- 포스터사진어시스턴트 : 이한홍, 김설우
- 재무총괄 : 배원규
- 투자제작관리 : 엄선웅, 이민우. 박선영
- 투자진행지원 : 박대훈
- 로케이션지원 : 박영준, 이현수
- 보조출연 : 이언수
- 보조팀장 : 이창수, 황인성
- 외국인보조출연 : 김태희 (쇼스타)
- 단역연기자 : 이진숙
- 촬영그립 : 전근수, 송지호
- 지미짚 : 박천복, 김병국, 박시헌, 김태완
- 촬영장비 : 안성균
- 발전차 : 이인교, 이상인
- 조명크레인 : 신순식, 정진욱
- 스튜디오지원 : 환화성, 김유형
- 특수차량 : 설용근
- 운송 : 황선우
- 렉카 : 우금호
- 보험 : 윤경보
- 케터링서비스 : 수라상, 도란도란, 쿠카, 영산강
- 투자마케팅관리 : 유정미
- 투자마케팅진행 : 임하영, 백지원, 박채리
- 마케팅책임 : 이은주
- 마케팅진행 : 최근영, 이혜민, 박휘경, 최두호
- PPL 마케팅 : 박성우
- 재무회계 : 장하결
- 광고디자인 : 진상현, 김인영, 김덕희
- 온라인마케팅 : 김진희, 남유경, 이택수, 신지은
- 광고대행 : 씨나드
- 인쇄 : 대경토탈
- 국내배급진행 : 이한신, 황현선, 김형래, 노흥태, 이유정

## 제작영화사
- 제작사 : 두손시네마
- 제공 : 아이엠픽쳐스, MVP창업투자, MAX-KM 영상전문1호 투자조합, 이환캐피탈, CJ 창업투자, 베르디뱅크, 아이벤처투자
- 배급사 : 이십세기폭스코리아

## 같이 보기
- 두사부일체
- 투사부일체